# Yểng
Yểng hay nhồng hoặc sáo đá (danh pháp khoa học: Gracula religiosa) là một loài chim thuộc Họ Sáo (Sturnidae) sống ở các khu vực đồi núi Nam Á và Đông Nam Á.

## Phân bố
Yểng sinh sống ở vùng dưới chân núi Himalaya từ Kumaon, Ấn Độ (80° kinh đông) về phía đông tới Nepal, Sikkim, Bhutan và Arunachal Pradesh ở những nơi có độ cao lên đến 2.000 m. Yểng cũng sống tại Thái Lan, Indonesia, Việt Nam và nhiều nơi ở Đông Nam Á.

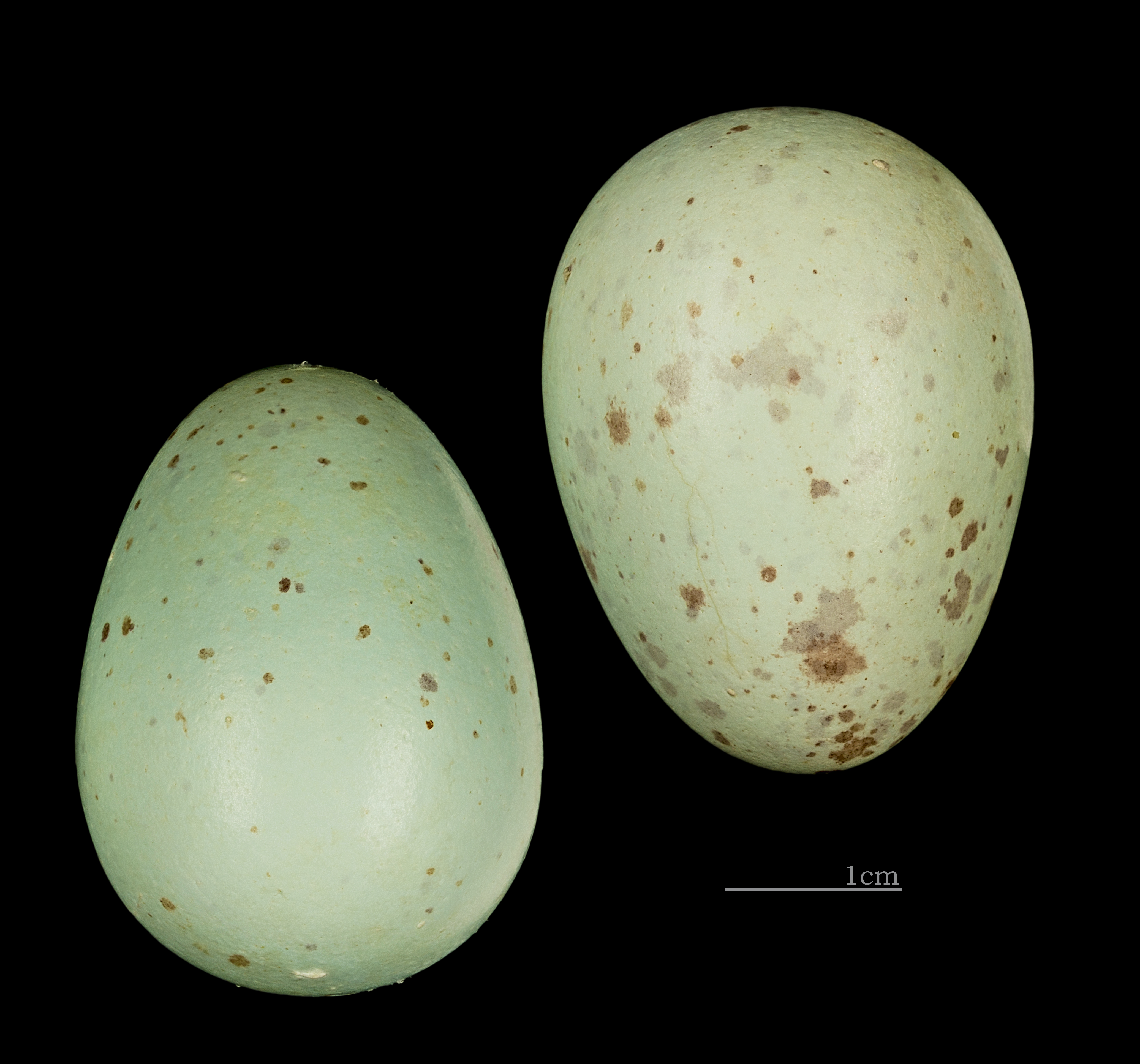
Trứng tại bảo tàng Muséum de Toulouse

Chim yểng lớn có chiều dài 29 cm, lông màu đen xanh biếc, mỏ màu vàng đỏ, đầu có lông sọc vàng. Chúng ăn các loại côn trùng và trái cây.

## Phân loài
- G. r. peninsularis Whistler & Kinnear, 1933: Đông, trung Ấn Độ.
- G. r. intermedia Hay, 1845: Từ bắc Ấn Độ tới nam Trung Quốc, Đông Dương và Thái Lan.
- G. r. andamanensis (Beavan, 1867): Quần đảo Coco, quần đảo Andaman và Nicobar.
- G. r. religiosa Linnaeus, 1758: Bán đảo Mã Lai, Sumatra, Java, Borneo và các đảo cận kề.
- G. r. batuensis Finsch, 1899: Các quần đảo Batu và Mentawai (ngoài khơi tây Sumatra).
- G. r. palawanensis (Sharpe, 1890): Palawan (tây Philippines).
- G. r. venerata Bonaparte, 1850: Từ Lombok tới Alor (Quần đảo Sunda Nhỏ).

Các quần thể có liên quan khác được phát hiện ở Tây Ghats của Ấn Độ và ở Sri Lanka từng được coi là các phân loài G. r. indica và G. r. ptilogenys, nhưng hiện nay đã được tách ra thành các loài riêng biệt là:
- Yểng phương nam (Gracula indica) sinh sống chủ yếu ở Nilgiris.
- Yểng Sri Lanka (Gracula ptilogenys) sinh sống tại Kerala và Sri Lanka.